# Sammy et Rosie s'envoient en l'air
Pour plus de détails, voir Fiche technique et Distribution.
Sammy et Rosie s'envoient en l'air (Sammy and Rosie Get Laid) est un film britannique réalisé par Stephen Frears, sorti en 1987.

## Synopsis
Sammy (Ayub Khan-Din) et Rosie (Frances Barber) sont un jeune couple à Londres et vivent leur vie dans les années Thatcher. Le père de Sammy, un ancien militaire (le rôle est joué par Shashi Kapoor) vient leur rendre une visite impromptue. Cette visite bouleverse le quotidien du couple. Rosie dans sa recherche d'autres aventures amoureuses rencontre un jeune homme Danny (Roland Gift, le chanteur des Fine Young Cannibals) dans une Londres ouvrière où les grèves dégénèrent sous la répression policière.

## Fiche technique
- Titre : Sammy et Rosie s'envoient en l'air
- Titre original : Sammy and Rosie Get Laid
- Réalisation : Stephen Frears
- Scénario : Hanif Kureishi
- Pays d'origine : Royaume-Uni
- Format : Couleurs - Mono - 35 mm
- Genre : Comédie dramatique et romance
- Durée : 101 minutes
- Dates de sortie :
  - 16 mars 1988,  France

## Distribution
- Shashi Kapoor : Rafi Rahman
- Frances Barber : Rosie Hobbs
- Claire Bloom : Alice
- Ayub Khan-Din : Sammy
- Roland Gift : Danny / Victoria
- Wendy Gazelle : Anna
- Suzette Llewellyn : Vivia
- Meera Syal : Rani
- Badi Uzzaman : Ghost
- Tessa Wojtczak : Bridget
- Emer Gillespie : Eva
- Lesley Manville : Margy
- Mark Sproston : jeune policier
- Cynthia Powell : femme dans la cuisine
- Dennis Conlon : Asian Shopkeeper